# جيريمي هورن (مغني)
جيريمي هورن (بالإنجليزية: Jeremy Horn)‏ هو مغني ومغن مؤلف أمريكي، ولد في 23 يونيو 1978.